# Condroz

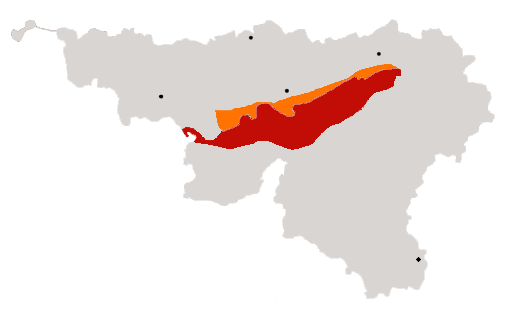
Mapa de Condroz (em vermelho) e as Ardenas condrusinas (em laranja) na Valônia.

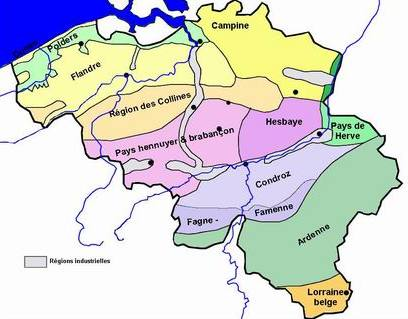
A antiga região da Bélgica.
Condroz
Fagne-Fammene

O Condroz é uma  uma região geológica central da Valônia e do sul da Bélgica. Sua capital [não oficial] é Ciney. Atinge as províncias de Liège, Luxemburgo, Namur e Hainaut. Seu nome é originário do povo celta dos Condrusos.

## Geo-formação
Uma estrutura geológica muito típica caracteriza esta região, durante o desdobramento herciniano, as camadas horizontais dos solos aluviais (de argila e areia) do câmbrico, do Silúrico devoniano empurram para cima, a partir do sul, e encontraram-se uma ao lado da outra até que estacam-se uma sob a outra. Mais tarde, dá-se, por força da erosaão, pequenas elevações de areia com florestas menos férteis e vales férteis.
O Condroz é uma região pouco povoada, composta por colinas a uma altitude entre 200 e 300 metros. No século XIX uma estreita faixa de aproximados 6 km de largura e uma altitude média de 260 metros . na fronteira com o Vale do Mosa e do Sambre foi reflorestada com abeto utilizados em minas de carvão. Por conta desta paisagem peculiar, esta parte é chamada de Ardenas condrusinas. O resto manteve a sua aparência original: gramados e terras agrícolas no vale, chamado (na da língua da Valónia) de chavée ou xhavée, com bosques e florestas dispersos nos cimos oblongos das colinas.

## Hidrografia
Na região de Condroz, afluem os rios Condroz Bocq e Sansão.

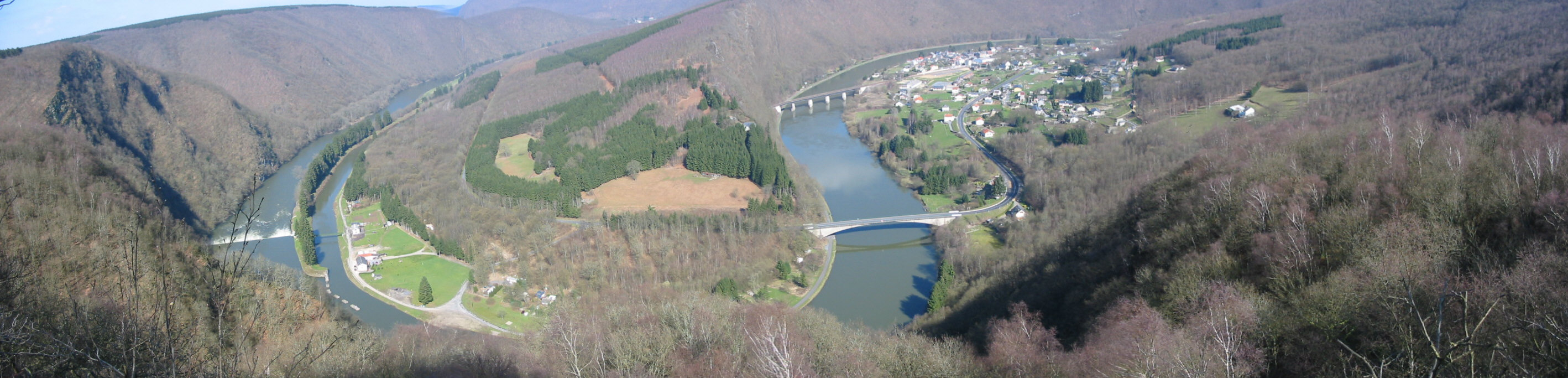
Vista do Rio Mosa, na parte francesa de Ardenas